# Royal Bank of Canada
La Royal Bank of Canada (in francese Banque Royale du Canada) o RBC (TSX: RY; NYSE: RY), è la principale banca del Canada, davanti alla Toronto-Dominion Bank. È una delle principali aziende di servizi finanziari del America del Nord. Con più di 60.000 filiali serve una clientela di oltre 12 milioni di clienti e imprese in più di 30 paesi nel mondo. La sede principale è a Toronto.
Sul territorio canadese ha 1.433 succursali, e 3.999 sportelli bancomat. Negli Stati Uniti la RBC conta più di due milioni di clienti.

## Storia
La Royal Bank of Canada venne fondata a Halifax nel 1864, come Merchants Bank. Nel 1869 cambiò il nome in Merchants Bank of Halifax, prima di cambiarlo ancora nel 1901 in Royal Bank of Canada. Nel 1869 la Merchants Bank of Halifax aveva ottenuto dalla Federazione una licenza per esercitare l'attività bancaria. Poi negli anni Settanta e Ottanta dell'Ottocento la Banca estese l'attività a tutte le province marittime.
Nel 1907 la sede fu spostata a Montréal. Nel 1910 la Merchants Bank of Halifax si fuse con l'Union Bank of Halifax, poi nel 1912 con la Traders Bank of Canada, nel 1917 con la Banque de Québec, l'anno seguente con la Northern Crown Bank e nel 1925 con l'Union Bank of Canada.
Fra il 1926 e il 1928 fece costruire un nuovo grattacielo in rue Saint-Jacques, sempre a Montréal. Questo palazzo ospiterà la sede della società dal 1928 al 1962, quando fu trasferita nel nuovo grattacielo di Place Ville-Marie.
Nel 1961 la RBC installò il primo calcolatore elettronico, il primo in una banca canadese. In conseguenza dell'indipendentismo del Québec degli anni Sessanta e Settanta, la Royal Bank of Canada decise di spostare la sede operativa a Toronto. La sede legale rimase invece a Montréal.
Nel 1993 la RBC incorporò la Royal Trust Company. Nel 2000 la gestione delle carte di credito e di debito furono unificate con quelle della Banque de Montréal nella Moneris Solutions.
Nel 2006 diede vita con Dexia alla joint-venture RBC Dexia Investor Services, per investimenti istituzionali. Nel 2015 la RBC rilevò anche la metà di Dexia e la ribattezzò RBC Investor Services.
Nel 2015 la RBC ha acquistato la City National, una banca con sede a Los Angeles.